# Фей Койл
Фей Койл (англ. Fay Coyle, нар. 1 квітня 1933, Деррі — пом. 30 березня 2007, Деррі) — північноірландський футболіст, що грав на позиції нападника.
Виступав, зокрема, за клуби «Деррі Сіті» та «Деррі Сіті», а також національну збірну Північної Ірландії.

## Клубна кар'єра
У дорослому футболі дебютував 1951 року виступами за команду клубу «Деррі Сіті», в якій провів два сезони, взявши участь лише у 10 матчах чемпіонату, проте зумівши видзначитися 9 забитими голами.
Своєю грою за цю команду привернув увагу представників тренерського штабу клубу «Колрейн», до складу якого приєднався 1953 року. Відіграв за колрейнську команду наступні п'ять сезонів своєї ігрової кар'єри. В новому клубі був серед найкращих голеодорів, відзначаючись забитим голом в середньому щонайменше у 2/3 матчів чемпіонату.
Протягом 1958 року провів три гри за команду клубу «Ноттінгем Форест», проте в Англії не затримався.
1958 року повернувся до клубу «Колрейн». Цього разу провів у складі його команди ще п'ять сезонів. Знову продовжував регулярно забивати, в середньому 0,64 рази за кожен матч чемпіонату.
1963 року повернувся до рідного «Деррі Сіті», за який відіграв ще 4 сезони. І в цій команді продовжував регулярно забивати, в середньому 0,77 рази за кожен матч чемпіонату. Завершив професійну кар'єру футболіста виступами за команду «Деррі Сіті» у 1967 році.
Помер 30 березня 2007 року на 74-му році життя у місті Деррі.

## Виступи за збірну
1955 року дебютував в офіційних матчах у складі національної збірної Північної Ірландії. Протягом кар'єри у національній команді, яка тривала 4 роки, провів у формі головної команди країни лише 4 матчі.
У складі збірної був учасником чемпіонату світу 1958 року у Швеції, на якому взяв участь в одному матчі, програній з рахунком 1:3 грі проти збірної Аргентини, яка й стала для нього останньою у складі збірної.